# Choi Seung-yong
Choi Seung-yong (koreanisch 최승용; * 6. Februar 1980 in Seoul) ist eine ehemalige südkoreanische Eisschnellläuferin.

## Werdegang
Choi kam in der Saison 1997/98 bei der Sprintweltmeisterschaft 1998 in Berlin auf den 27. Platz im Sprint-Mehrkampf und gewann bei den Einzelstreckenasienmeisterschaften 1998 in Obihiro die Bronzemedaille über 500 m sowie die Silbermedaille über 1000 m. Beim Saisonhöhepunkt, den Olympischen Winterspielen 1998 in Nagano, belegte sie den 24. Platz über 1000 m und den 23. Rang über 500 m. In der folgenden Saison nahm sie dort erstmals am Eisschnelllauf-Weltcup teil, wobei sie die Plätze 23 und 22 über 1000 m sowie den 21. Platz über 500 m errang. Bei den Winter-Asienspielen 1999 in Chuncheon lief sie auf den siebten Platz über 500 m sowie auf den sechsten Rang über 1000 m und bei der Sprintweltmeisterschaft 1999 in Calgary auf den 29. Platz im Sprint-Mehrkampf. In der Saison 1999/2000 kam sie bei der Sprintweltmeisterschaft 2000 in Seoul auf den 19. Platz im Sprint-Mehrkampf und bei den Einzelstreckenasienmeisterschaften 2000 in Ulaanbaatar auf den vierten Platz über 1000 m. Zudem holte sie dort die Silbermedaille über 500 m. In den folgenden Jahren belegte sie bei den Einzelstreckenasienmeisterschaften 2001 in Harbin den zehnten Platz über 1000 m sowie den siebten Rang über 500 m, bei den Olympischen Winterspielen 2002 in Salt Lake City den 32. Platz über 1000 m sowie den 16. Rang über 500 m und bei den Winter-Asienspielen 2003 in Hachinohe den neunten Platz über 1000 m sowie den siebten Rang über 500 m. In der Saison 2003/04 lief sie bei der Sprintweltmeisterschaft 2004 in Nagano auf den 26. Platz im Sprint-Mehrkampf und bei den Einzelstreckenweltmeisterschaften 2004 in Seoul auf den 20. Platz über 1000 m sowie auf den 15. Rang über 500 m. Bei den Einzelstreckenasienmeisterschaften 2005 in Shibukawa wurde sie Sechste über 500 m und gewann über 1000 m die Bronzemedaille. In der Saison 2005/06 erreichte sie in Milwaukee mit dem siebten Platz über 100 m ihr bestes Ergebnis im Weltcup und errang bei der Sprintweltmeisterschaft 2006 in Heerenveen den 25. Platz im Sprint-Mehrkampf. Zudem absolvierte sie in Turin ihre letzten Rennen im Weltcup, welche sie auf dem 16. Platz über 500 m und in der B-Gruppe auf dem 13. Platz über 1000 m sowie auf dem ersten Platz über 500 m beendete. Beim Saisonhöhepunkt, den Olympischen Winterspielen 2006 in Turin, belegte sie den 18. Platz über 500 m. In der Saison 2006/07 holte sie bei den Einzelstreckenasienmeisterschaften 2007 in Changchun die Bronzemedaille über 500 m sowie die Silbermedaille über 1000 m und lief dort bei den Winter-Asienspielen 2007 auf den 12. Platz über 1000 m sowie jeweils auf den achten Rang über 100 m und 500 m.
Choi wurde dreimal südkoreanische Meisterin über 1000 m (1998, 2004, 2005) und jeweils zweimal im Sprint-Mehrkampf (2001, 2004) sowie über 500 m (2002, 2004).

## Erfolge

### Olympische Spiele
- 1998 Nagano: 23. Platz 500 m, 24. Platz 1000 m
- 2002 Salt Lake City: 16. Platz 500 m, 32. Platz 1000 m
- 2006 Turin: 18. Platz 500 m

### Einzelstrecken-Weltmeisterschaften
- 2004 Seoul: 15. Platz 500 m, 20. Platz 1000 m

### Sprint-Weltmeisterschaften
- 1998 Berlin: 27. Platz Sprint-Mehrkampf
- 1999 Calgary: 29. Platz Sprint-Mehrkampf
- 2000 Seoul: 19. Platz Sprint-Mehrkampf
- 2004 Nagano: 26. Platz Sprint-Mehrkampf
- 2006 Heerenveen: 25. Platz Sprint-Mehrkampf

### Winter-Asienspiele
- 1999 Chuncheon: 6. Platz 1000 m, 7. Platz 500 m
- 2003 Hachinohe: 7. Platz 500 m, 10. Platz 1000 m
- 2007 Changchun: 8. Platz 500 m, 8. Platz 100 m, 12. Platz 1000 m

### Asienmeisterschaften
- 1998 Obihiro: 2. Platz 1000 m, 3. Platz 500 m
- 2000 Ulaanbaatar: 2. Platz 500 m, 4. Platz 1000 m
- 2001 Harbin: 7. Platz 500 m, 10. Platz 1000 m
- 2005 Shibukawa: 3. Platz 1000 m, 6. Platz 500 m
- 2007 Changchun: 2. Platz 1000 m, 3. Platz 500 m

## Persönliche Bestzeiten
| Disziplin | Zeit        | Datum             | Ort            |
| --------- | ----------- | ----------------- | -------------- |
| 500 m     | 38,21 s     | 20. November 2005 | Salt Lake City |
| 1000 m    | 1:17,50 min | 16. November 2002 | Calgary        |
| 1500 m    | 2:05,90 min | 1. November 2003  | Calgary        |
| 3000 m    | 4:41,33 min | 21. Oktober 2003  | Calgary        |